# Wappen der Gemeinde Bockhorn (Oberbayern)
Das Wappen der Gemeinde Bockhorn ist seit dem 4. April 1973 neben der Flagge das offizielle Hoheitszeichen von Bockhorn (Oberbayern) im Landkreis Erding. 

## Geschichte
Das Wappen wurde vom Passauer Heraldiker Max Reinhart nach dem Zusammenschluss der Gemeinden Bockhorn, Eschlbach, Grünbach und Salmannskirchen zur neuen Gemeinde Bockhorn am 1. Januar 1972 gestaltet.
Das silberne Horn wurde aus dem Wappen der ehemaligen Gemeinde Grünbach übernommen, die dieses bis zum 31. Dezember 1971 geführt hatte. Grünbach hatte das Horn aus dem Wappen des ehemals dort ansässigen Adelsgeschlechtes der Kraft von Grünbach, übernommen. Die ehemalige Gemeinde Bockhorn wird im neuen Wappen durch den Wellenbalken repräsentiert, welcher die Strogn, die durch die Gemeinde fließt, symbolisiert. Da die eingemeindeten Orte Eschlbach und Salmannskirchen keine Wappen führten, finden sich im Gemeindewappen von Bockhorn heute keinerlei Elemente dieser Wappen wieder.
Die Regierung von Oberbayern genehmigte mit Beschluss vom 4. April 1973 die Führung des Wappens durch die Gemeinde.